# Sunday Oliseh
Sunday Ogorchukwu Oliseh és un exfutbolista nigerià dels anys 90 i 2000.
Va néixer a Abavo, Nigèria, el 14 d'abril del 1974. Jugava de migcampista. Els equips més destacats en els quals milità foren AFC Ajax, Borussia Dortmund i Juventus FC. Jugà amb la selecció de futbol de Nigèria entre 1993 i 2002 un total de 63 partits, marcant 4 gols. Fou medalla d'or als Jocs Olímpics d'Atlanta 1996 i participà en les fases finals de les copes del Món de 1994 i 1998. El seu gol més recordat fou el que marcà a Espanya el 1998, que va acabar suposant l'eliminació d'aquesta a la primera ronda i el passi de Nigèria.

## Trajectòria esportiva
- Julius Berger: 1990
- R.F.C. de Liège: 1990-1994, 75 partits (3 gols)
- AC Reggiana: 1994-1995, 29 (1)
- FC Köln: 1995-1997, 54 (4)
- Ajax Amsterdam: 1997-1999, 54 (8)
- Juventus FC: 1999-2000, 8 (0)
- Borussia Dortmund: 2000-2003, 42 (1)
- VfL Bochum: 2002-2004, 32 (1)
- Borussia Dortmund: 2004-2005, 11 (0)
- RC Genk: 2005-2006, 16 (0)